# Puchar Sześciu Narodów Kobiet 2016
Puchar Sześciu Narodów Kobiet 2016 – piętnasta edycja Pucharu Sześciu Narodów Kobiet, międzynarodowych rozgrywek w rugby union dla żeńskich reprezentacji narodowych. Zawody odbyły się w dniach 5 lutego 2016 – 20 marca 2016 roku, a zwyciężyła w nich reprezentacja Francji.
Wliczając turnieje w poprzedniej formie, od czasów Home Internal Championship i Pucharu Pięciu Narodów, była to dwudziesta pierwsza edycja tych zawodów.

## Mecze
| 5 lutego 201618:00 | Szkocja | 0:32 | Anglia | Broadwood Stadium, Cumbernauld Widzów: 500 |
| 5 lutego 201618:00 |         | 0:32 |        | Broadwood Stadium, Cumbernauld Widzów: 500 |

| 6 lutego 201613:00 | Irlandia | 21:3 | Walia | Donnybrook Stadium, Dublin Widzów: 3262 |
| 6 lutego 201613:00 |          | 21:3 |       | Donnybrook Stadium, Dublin Widzów: 3262 |

| 6 lutego 201621:00 | Francja | 39:0 | Włochy | Stade Marcel-Verchère, Bourg-en-Bresse Widzów: 7000 |
| 6 lutego 201621:00 |         | 39:0 |        | Stade Marcel-Verchère, Bourg-en-Bresse Widzów: 7000 |

| 13 lutego 201614:00 | Włochy | 24:33 | Anglia | Stadio Gino Pistoni, Ivrea Widzów: 2800 |
| 13 lutego 201614:00 |        | 24:33 |        | Stadio Gino Pistoni, Ivrea Widzów: 2800 |

| 13 lutego 201620:00 | Francja | 18:6 | Irlandia | Stade Aimé Giral, Perpignan Widzów: 11170 |
| 13 lutego 201620:00 |         | 18:6 |          | Stade Aimé Giral, Perpignan Widzów: 11170 |

| 14 lutego 201614:00 | Walia | 23:10 | Szkocja | The Gnoll, Neath |
| 14 lutego 201614:00 |       | 23:10 |         | The Gnoll, Neath |

| 27 lutego 201619:15 | Anglia | 13:9 | Irlandia | Twickenham Stadium Londyn |
| 27 lutego 201619:15 |        | 13:9 |          | Twickenham Stadium Londyn |

| 28 lutego 201614:00 | Walia | 10:8 | Francja | The Gnoll, Neath |
| 28 lutego 201614:00 |       | 10:8 |         | The Gnoll, Neath |

| 28 lutego 201614:30 | Włochy | 22:7 | Szkocja | Stadio Arcoveggio, Bolonia |
| 28 lutego 201614:30 |        | 22:7 |         | Stadio Arcoveggio, Bolonia |

| 11 marca 201618:00 | Szkocja | 0:24 | Francja | Broadwood Stadium, Cumbernauld |
| 11 marca 201618:00 |         | 0:24 |         | Broadwood Stadium, Cumbernauld |

| 12 marca 201618:05 | Anglia | 20:13 | Walia | Twickenham Stadium Londyn |
| 12 marca 201618:05 |        | 20:13 |       | Twickenham Stadium Londyn |

| 13 marca 201613:00 | Irlandia | 14:3 | Włochy | Donnybrook Stadium, Dublin |
| 13 marca 201613:00 |          | 14:3 |        | Donnybrook Stadium, Dublin |

| 18 marca 201621:00 | Francja | 17:12 | Anglia | Stade de la Rabine, Vannes |
| 18 marca 201621:00 |         | 17:12 |        | Stade de la Rabine, Vannes |

| 20 marca 201613:00 | Irlandia | 45:12 | Szkocja | Donnybrook Stadium, Dublin |
| 20 marca 201613:00 |          | 45:12 |         | Donnybrook Stadium, Dublin |

| 20 marca 201614:00 | Walia | 12:16 | Włochy | Talbot Athletic Ground, Port Talbot |
| 20 marca 201614:00 |       | 12:16 |        | Talbot Athletic Ground, Port Talbot |